# مجتمع الرخاء الأول
«مجتمع الرخاء الأول» هو نظرية متمثّلة بأنّ مجتمع الصيد وجمع الثمار هو أوّل مجتمع رخاء. أعلن مارشال ساهلينز عن هذه النظرية للمرة الأولى خلال ندوة بعنوان «الإنسان الصيّاد» في عام 1966. يؤمن ساهلينز أن الصيّادين وجامعي الثمار استطاعوا تحقيق الكثير في مجتمعاتهم، وتمكّنوا من تلبية احتياجاتهم المادّية.
تحدّى البحث الجديد للعلماء المختصّين بعلم الإنسان والذي طُرح خلال الندوة -مثل عمل ريتشارد بي. لي حول !الكونغ في أفريقيا الجنوبية- المفاهيم الشائعة والمتمثّلة باعتبار مجتمعات الصيد وجمع الثمار على شفا الموت جوعًا ودائمة الصراع من أجل البقاء. جمع ساهلينز بيانات من هذه الدراسات واستخدمها في تعزيز حجة وافية تنصّ على عدم معاناة الصيادين وجامعي الثمار من الفقر، بل عيشهم في مجتمع «تسهل فيه تلبية جميع احتياجات أفراده».

## نظرة عامة
تستند حجّة ساهلينز إلى اعتبار مجتمعات الصيد وجمع الثمار قادرة على بلوغ الرخاء من خلال الرغبات المتواضعة وتلبية هذه الاحتياجات أو الرغبات بما هو متاح أمامهم؛ وهذا ما يسمّيه بـ «طريق الزن لبلوغ الرخاء، الذي ينصّ على محدودية وقلّة الرغبات البشرية المادّية، وعلى عدم تغيّر السبل التقنية بل كفايتها إجمالًا» (ساهلينز، الأول). يقارن ساهلينز هذا الطريق بالطريق الغربي لبلوغ الرخاء والذي يصفه بـ «الطريق الغالبريثاني»؛ حيث «رغبات الإنسان كثيرة -كي لا نقول بأنّها غير محدودة- بيد أن سبله محدودة...» لكن «تستطيع الإنتاجية الصناعية تضييق الهوّة بين السبل والغايات في نهاية المطاف».
يفترض ساهلينز لجوء مجتمعات الصيد وجمع الثمار من جهة والمجتمعات الغربية من جهة أخرى إلى طريقين منفصلين بهدف بلوغ الرخاء؛ إذ يسلك النوع الأول طريق الرغبات المتواضعة، بينما يسلك النوع الثاني طريق الإنتاجية الوافرة. يستخدم ساهلينز هذه المقارنة للتأكيد على استحالة دراسة مجتمعات الصيد وجمع الثمار في إطار استعراقي عند تقييم رخائهم. على سبيل المثال، لا يستطيع المرء تطبيق المبادئ الاقتصادية العامة (المبادئ التي تعكس القيم الغربية وتركّز على الفوائض) على مجتمعات الصيد وجمع الثمار، وكذلك لا ينبغي على المرء أن يصدّق بدور الثورة الزراعية الحديثة في إحراز تقدّم مؤكّد.
تبدّد نظرية مجتمع الرخاء الأول المفاهيم الشائعة حول مجتمعات الصيد وجمع الثمار إبان الندوة، وذلك من خلال الابتعاد عن المفاهيم الغربية حول الرخاء. يصرّح ساهلينز باتّباع الصيادين وجامعي الثمار لـ «نظام غذائي متنوّع ومبهر»، إذ يعتمدون على وفرة النباتات والحيوانات المحلّية. يثبت هذا الأمر عدم وجود اقتصاد كفاف في مجتمعات الصيد وجمع الثمار، بل يبيّن امتلاكهم لمصادر وفيرة. يتمكّن الصيّادون وجامعو الثمار -نتيجة معرفتهم ببيئتهم- من تحويل ما قد يعتبره الأجانب موارد طبيعية ضئيلة ولا يُمكن التعويل عليها إلى موارد معيشة أساسية غنيّة؛ وبذلك يتمكّنون من إعالة أنفسهم بفعالية وكفاءة، وتقليل مقدار الوقت المُستغرق في إنتاج الغذاء إلى حدّه الأدنى في الوقت ذاته. «إن رحلة البحث عن الغذاء ناجحة للغاية، لدرجة أنّ الناس لا يعرفون ما عليهم فعله بأنفسهم في معظم الوقت». يختبر الصيّادون وجامعو الثمار «حالة الرخاء دون الحاجة إلى الوفرة»، لأنّهم يلبّون غاياتهم المرجوّة ببساطة ودون الحاجة إلى وجود فائض أو ممتلكات مادّية (لأنّها بمثابة عائق أمام أسلوب حياتهم الترحالي). يثبت عدم وجود فائض ثقتهم في إعالة بيئتهم المستمرّة لهم. يستطيع الصيّادون وجامعو الثمار زيادة عدد ساعات وقت فراغهم، وذلك من خلال البحث عن احتياجاتهم العاجلة وحسب من بين جميع الموارد الوفيرة لديهم. يعمل الصيّادون وجامعو الثمار أقل من الأفراد ذوي أساليب العيش الأخرى موفّرين ساعات أكثر لوقت فراغهم، بينما يستمرّون في توفير جميع احتياجاتهم؛ وذلك على الرغم من عيشهم فيما يعتبره المجتمع الغربي فقرًا مادّيًا. هذه هي الأسباب التي تجعل من مجتمع الصيد وجمع الثمار مجتمع الرخاء الأول.
نقض ساهلينز المفاهيم الشائعة آنذاك والمتمثّلة ببدائية مجتمعات الصيد وجمع الثمار وضرورة عملهم بجدّ دائمًا لدرء الموت جوعًا، وذلك من خلال أطروحته حول مجتمع الرخاء. وعلى الرغم من ذلك، ينبغي على المرء أن يأخذ التقدّم الكبير في هذا المجال منذ عام 1966 في عين الاعتبار، ولا سيما الأفكار المتمحورة حول فئة الصيّادين وجامعي الثمار التي تتغيّر باستمرار مع ظهور نماذج جديدة بصورة دائمة. ينبغي على المرء أيضًا الاعتراف بأنه لا مجال للتعميم فيما يتعلّق بمجتمعات الصيد وجمع الثمار. ما يزال هناك العديد من هذه المجتمعات التي تختلف عن بعضها البعض بشكل جذري حول العالم، على الرغم من أنّها نُحيّت جانبًا إلى هوامش المجتمع.

## «وقت العمل» و«وقت الفراغ»
تستند حجّة ساهلينز جزئيًا إلى دراسات مكارثي ومكارثر في أرنهم لاند، وإلى دراسات ريتشارد بورشاي لي في وسط !الكونغ. تُظهر هذه الدراسات عدم حاجة الصيّادين وجامعي الثمار إلى أكثر من 15-20 ساعة أسبوعيًا للكفاح من أجل البقاء، إذ يمكنهم تكريس ما تبقّى من الساعات لوقت فراغهم. لم يدرج لي الوقت الذي يستغرقونه في تحضير طعامهم ضمن دراسته، متذرّعًا بأن «العمل» هو الوقت الذي يقضونه في جمع ما يكفي من الغذاء للحصول على قوت يومهم. يُقدّر عدد الساعات التي يقضيها الرجال في العمل بـ 44.5 ساعة أسبوعيًا، بينما الساعات التي تقضيها النساء في العمل فتُقدّر بـ 40.1 ساعة أسبوعيًا؛ وذلك بعد إضافة إجمالي الوقت الذي يقضونه في الحصول على الطعام ومعالجته وطهيه. صرّح لي بأنه ما يزال عدد الساعات أقل من إجمالي الساعات التي تقضيها العديد من الأسر الغربية الحديثة في العمل خارج وداخل المنزل.

### 3-5 ساعات من العمل يوميًا
يخلص ساهلينز إلى أن عدد الساعات التي يعمل خلالها الصيّادون وجامعو الثمار البالغون لا تزيد عن 3-5 ساعات يوميًا في إنتاج الغذاء. اعتمد ساهلينز على البيانات المجموعة من مختلف مجتمعات البحث عن الطعام، والدراسات الاستقصائية الكمّية التي أُجريت على سكّان أرنهم لاند في أستراليا، والمواد الكمّية التي صنّفها ريتشارد لي حول شعب بوشمن الذين يقطنون صحراء كالهاري؛ وبذلك جادل بأنّ القبائل المعتمدة على الصيد وجمع الثمار قادرة على تلبية احتياجاتها من خلال العمل لما يقارب 15-20 ساعة أو أقل أسبوعيًا.

## النقد
طعن العديد من العلماء المختصّين بعلم الإنسان وعلم الآثار في نظرية ساهلينز. انتقد الكثيرون عمله لمجرّد إدراجه للوقت الذي يقضيه الصيّادون وجامعو الثمار في الصيّد والجمع، وإهماله للوقت الذي يقضونه في جمع الحطب وإعداد الطعام وما إلى ذلك. يرى تيد كازينسكي أنّه عندما تُؤخذ جميع الأعمال الضرورية في عين الاعتبار، يصبح أسبوع العمل أطول بمرّتين. يؤكّد باحثون آخرون على أن مجتمعات الصيد وجمع الثمار لم تكن مجتمعات «رخاء»، بل عانت من نسبة مرتفعة للغاية من وفيات الأطفال بالإضافة إلى الأمراض المتكررة والحروب المعمّرة. يبدو وأن هذه الآراء صحيحة ليس بالنسبة للحضارات التاريخية الباحثة عن الطعام وحسب، بل بالنسبة لحضارات ما قبل التاريخ والحضارات البدائية.
جمع ديفيد كابلان مرجعيات بشأن المشكلات العديدة المتعلّقة بنظرية «مجتمع الرخاء الأول»؛ ولا سيما دراسات مكارثي ومكارثر ولي بما في ذلك تعريفات «الرخاء» و«العمل» و«الفراغ»، والملائمة الغذائية لنظام الصيّادين وجامعي الثمار الغذائي، وظهور «تقاسم الحاجات»، والضغط المستمر للتقاسم بصفته عاملًا مثبّطًا لزيادة الجهد.